# Okres Tchaj-nan
Okres Tchaj-nan (čínsky 台南縣, tongyong pinyin Táinán siàn, tchajwansky Tâi-lâm-koān) je bývalý okres na Tchaj-wanu. Jeho sousedy byly okres Ťia-i, okres Kao-siung a město Tchaj-nan. Dne 25. prosince 2010 došlo ke sloučení okresu s městem Tchaj-nan do nově vzniklé správní jednotky speciální obec Tchaj-nan.